# Bertholdia ockendeni
Bertholdia ockendeni là một loài bướm đêm thuộc phân họ Arctiinae, họ Erebidae.